# Lubnica (województwo lubuskie)
Lubnica (niem. Leimnitz) – osada w Polsce położona w województwie lubuskim, w powiecie krośnieńskim, w gminie Bobrowice, w sołectwie Kukadło na wschód od siedziby gminy w Bobrowicach.
W latach 1975–1998 miejscowość należała administracyjnie do województwa zielonogórskiego.